# Autonomiczny subsystem pobudzania
Autonomiczny subsystem pobudzania jest to jeden z subsystemów pobudzania. Należy do elementów autonomicznego systemu gospodarczego. Kształtuje się on samoczynnie bez ingerencji państwa. Zależy on głównie od celów podmiotów systemu gospodarczego, czyli ludzi związanych z tymi podmiotami. 
Rozważmy to na przykładzie. Celem właścicieli jest maksymalizacja dochodu. Mamy tu zidentyfikowany jeden z elementów – cel właścicieli. Właściciel zatrudnia ludzi. Załóżmy, że dla nich też jest istotna maksymalizacja zysku. W przypadku gdy właściciel uzależniłby poziom płac zatrudnionych od ich produktywności, wtedy byłby system powiązań między celem zatrudnionych a ich wydajnością. Zwiększenie produktywności pracy jest jednocześnie środkiem realizacji celu zatrudnionych i właścicieli. Powyższy system pobudzania kształtuje się pod wpływem dwóch czynników: maksymalizacji zysku i płac. Zatrudnieni, chcąc realizować swój cel muszą wydajnie pracować. Wydajna praca jest nie tylko środkiem realizacji celu ale też środkiem realizacji celu właścicieli.